# 薩克拉門托級快速戰鬥支援艦
薩克拉門托級快速戰鬥支援艦（Sacramento-class fast combat support ship）是美国海军建造的四艘补给舰，用于为美国海军在大西洋和太平洋的船只加油、重新武装和补给。

## 历史
將艦隊加油船(AO)、彈藥船(AE) 和冷藏船(AF) 的能力結合起來的想法是由後來的海軍作戰部長阿利·伯克海軍上將在第二次世界大戰期間提出的，他試圖創建一艘船可以執行三艘艦艇的功能，同時整合到一個航母戰鬥群中。 這被認為是必要的，因為第二次世界大戰的補給由於通信問題而必須提前安排，並且可能因天氣或戰鬥相關原因而發生變化。 最重要的是，當時的空中補給小組行動緩慢且笨重。 在德國戰利品 Dithmarschen 號（作為 USS Conecuh (AOR-110) 服役）試驗這種“補給加油船”概念後，美國海軍解決這些問題的辦法是建造一艘多產品站艦，這導致了薩克拉門托級建造。 薩克拉門托號的設計目的是比當時美國海軍服役的最大彈藥船攜帶更多的燃料和彈藥。 AOE 的設計速度也比以前的輔助艦快得多，速度為 26 節，使它們能夠與航母戰鬥群一起作戰，而不是在單獨的、速度較慢的補給群中作戰。 前兩艘艦各接收了從未完工的愛荷華級戰列艦肯塔基號上拆除的動力裝置的一半，而其餘兩艘則接收了新的建築機械。 所有四個都擁有通用電氣渦輪機。
為了在要求不高的反潛支援航空母艦（CVS）群中發揮同樣的作用，海軍建造了類似的威奇托級責任區，但規模較小且速度較慢。
未命名的 AOE-5 的建造于 1968 年被取消。 目前没有萨克拉门托级舰艇在海军服役，最后一艘已于 2005 年退役。
现在为美国海军履行这一职责的舰艇是Supply级 快速战斗支援舰。这些舰艇不是海军现役舰艇；相反，它们是由军事海运司令部运营的。

## 船舶
| 艦名         | 舷號  | 造船廠             | 建造                | 下水               | 服役               | 退役                | 結局                                  | 備註 |
| ------------ | ----- | ------------------ | ------------------- | ------------------ | ------------------ | ------------------- | ------------------------------------- | ---- |
| 萨克拉门托号 | AOE-1 | 普吉特湾海军造船厂 | 1961 年 6 月 30 日  | 1963 年 9 月 14 日 | 1964 年 3 月 14 日 | 2004 年 10 月 1 日  | 2004 年 10 月 1 日退役，作为废品出售  |      |
| 卡姆登号     | AOE-2 | 纽约造船厂         | 1964 年 2 月 17 日  | 1965 年 5 月 29 日 | 1967 年 4 月 1 日  | 2005 年 10 月 14 日 | 2005 年 10 月 14 日退役，作为废品出售 |      |
| 西雅图号     | AOE-3 | 普吉特湾海军造船厂 | 1965 年 10 月 1 日  | 1968 年 3 月 1 日  | 1969 年 4 月 5 日  | 2005 年 3 月 15 日  | 2005 年 3 月 15 日退役，作为废品出售  |      |
| 底特律号     | AOE-4 | 普吉特湾海军造船厂 | 1966 年 11 月 29 日 | 1969 年 6 月 21 日 | 1970 年 3 月 28 日 | 2005 年 2 月 17 日  | 2005 年 2 月 2 日退役，出售为废品     |      |